# Krausz-ház (Szeged)
A Krausz-ház (szintén ismert nevén Szegedi Katolikus Ház) a szegedi belváros egyik legrégebbi épülete, a szegedi katolikus közösség életének egyik központja.
A Krausz-ház 1708-ban épült, így a szegedi belváros egyik legrégebbi épülete. A szegedi nagy árvíz előtt már mai formájához hasonlóan állt, 1879 áprilisában Krebsz Mihály tulajdonaként regisztrálták. A víz nem öntötte el ez épületet, mivel az a város legmagasabb pontjának közelében, a Palánk dombon foglal helyet. Mivel az épület túlélte az árvizet, így biztosnak tekinthető, hogy az épület utcafrontja szegedi belváros régi utcahálózatának egy kis darabját őrizte meg. Az árvíz után a Krausz-testvérek működtettek benne különböző vállalkozásokat és adták bérbe különböző célokra. 1880-tól étterem, 1883-tól szálloda működött benne. 1891-ben a Szegedi Ipari és Kereskedelmi Bank tulajdonába került, amely felújíttatta, ezzel az épület homlokzata elnyerte mai formáját. 1896-ban az épületet megvásárolta Engel Lajos, a Szegedi Napló tulajdonosa és itt rendezte be a városi lap szerkesztőségét. 1905-ben az épület hátulsó részét bővítették, hogy helyet teremtsenek a betűszedő műhely számára. A két háború között itt működött a József Attila Tiszta szívvel című költeményét 1925-ben megjelentető Szeged című újság szerkesztősége és nyomdája. (A költő, akit verséért eltávolítottak az egyetemről, a Krausz-házzal szemben kapott szobrot.)
1933-ban a szegedi belváros római katolikus közössége vásárolta meg az épületet. 1945-öt követően az épületet államosították, előbb óvoda, az egyetem hallgatói önkormányzata és újságjának szerkesztősége, majd a SZOT-iroda kapott benne helyet. Itt készült el a Tiszatáj című folyóirat első száma. A katolikus egyház tulajdonjogát 1996-ban állították helyre. A katolikus közösség 2002-ben hozzákezdett az műemlékké nyilvánított épület renoválásához, amely csak igen vontatottan haladt. A tető javításakor derült ki, hogy az egész szerkezetet cserélni kell. A ház homlokzatát évekig tartották felállványozva, majd óriásplakátokkal borították. A renoválás 2011-ben ért véget.
Napjainkban az épület a katolikus közösség tulajdona. Az épületben vendégszobák, rendezvényterem és szemináriumi helységek találhatóak. Az épület nyilvános részében működik az egyetemi lelkészség, illetve az egyház egyik alapítványa által üzemeltetett Millenniumi Kávéház.